# Jianchang
Jianchang (chinesisch 建昌县, Pinyin Jiànchāng Xiàn) ist ein Kreis der bezirksfreien Stadt Huludao in der chinesischen Provinz Liaoning. Er hat eine Fläche von 3.175 km² und zählt 453.436 Einwohner (Stand: Zensus 2020).

## Administrative Gliederung
Auf Gemeindeebene setzt sich der Kreis aus sieben Großgemeinden und einundzwanzig Gemeinden (davon eine der Mongolen) zusammen. 